# Palau Barolo
El Palau Barolo (també anomenat Passatge Barolo o Galería Barolo) és un edifici d'oficines dissenyat en estil eclèctic per l'arquitecte italià Mario Palanti, acabat el 1923, situat a l'Avinguda de Mayo, al barri de Montserrat, a Buenos Aires, Argentina. Quan va ser construït era l'edifici més alt d'Amèrica del Sud, d’alçària igual a la del seu edifici bessó, el Palau Salvo de Montevideo, construït pel mateix arquitecte.
Palanti va bastir aquest edifici a comanda de l'empresari tèxtil Luis Barolo, dissenyant també els elements de detall com ara baldes, llums i gàbies dels ascensors, en un disseny integral. Entre el 7 de juliol de 1923, data de la inauguració, i el 1935 va ser l'edifici més alt de la ciutat, quan va ser superat per l'edifici Kavanagh. La seva altura és de 100 metres en 22 plantes.

## Característiques
El seu propietari volia construir-lo per utilitzar-ne tres plantes i llogar les altres, per la qual cosa Palanti va concebre una planta lliure flexible, un concepte innovador a l'època. Avui dia funciona com un edifici d'oficines, amb 520 locals arrendables. Està coronat per un far de 300.000 candeles del «sistema Salmoiraghi» que s'encenia en ocasions especials. L'obra va costar 4.500.000 m$n -peso moneda nacional-, i per a ella es van utilitzar 650.000 kg. d'acer, 3.500.000 maons i 70.000 bótes de ciment Pòrtland. Tots els materials decoratius van ser importats, com per exemple el marbre de Carrara utilitzat per als revestiments.
L'edifici està ple d'analogies i referències a la Divina Comèdia, motivades per l'admiració que el seu creador professava per Dante Alighieri. La divisió general del Palau segueix l'estructura de la Divina Comèdia, és així que el Palau té tres parts, a l'igual de l'obra de Dante: Infern, Purgatori i Cel, amb el far representant l'Empiri. A més, la divisió estructural segueix en tot una correspondència exacta i al Far s'hi representen els «Nou Cors Angelicals». Un dels plans de Barolo i Palanti era traslladar les restes de Dante a l'edifici, que funcionaria com a mausoleu del gran poeta.
L'estructura té 100 metres fins a la punta del far, el mateix nombre de cants que té la Divina Comèdia; i 22 són els pisos, a l'igual de les estrofes dels versos. La construcció per a la seva època va ser una gran innovació per l'ús artístic del formigó armat en un peculiar estil eclèctic, qualificat per molts «romàntic», amb reminiscències del gòtic i especialment de l'art islàmic de l'Índia. Erròniament, s'ha intentat classificar al Barolo dintre de corrents de l'època com l'art nouveau, o l'art déco, però es tracta de fet d'una peça única en el seu tipus, realitzada en un estil personal per Palanti.
El 1997 aquest edifici va ser declarat Monument Històric Nacional. Al segle xxi, a l'edifici funcionen diverses agències de turisme, una escola d'espanyol per a estrangers, una botiga que ven roba per a tango, oficines de comptadors, advocats i una sala de teatre en el soterrani.
El far situat al cim de la torre del Palau Barolo va tornar a funcionar el 25 de setembre de 2009. Es va projectar un feix de llum sobre la ciutat de Buenos Aires com a part de les festes del Bicentenari i es va il·luminar durant mitja hora el cel nocturn de Buenos Aires des de la torre cada dia 25 de cada mes, fins al 25 de maig de 2010.
El 2012, es va estrenar «El rascacielos latino», un documental dirigit per Sebastián Schindel que analitza la història i les curiositats en el disseny de l'edifici. El film, d'una hora de durada, va guanyar el premi del Festival de Cine Documental 4 MenDoc 2012, es va presentar en el BAFICI 2012 i va ser estrenat al públic al novembre d'aquell any, al Centre Cultural San Martín de Buenos Aires.

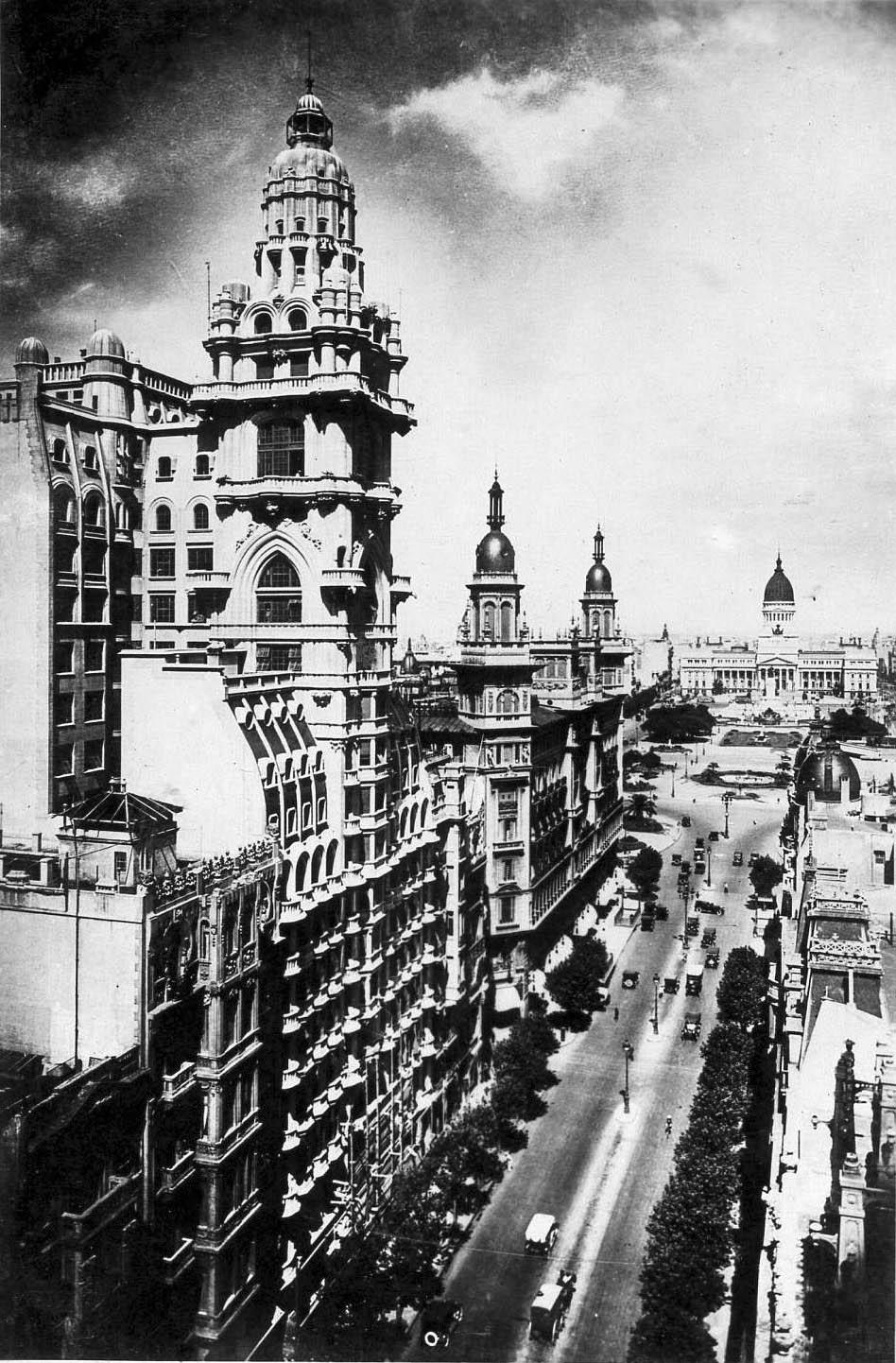
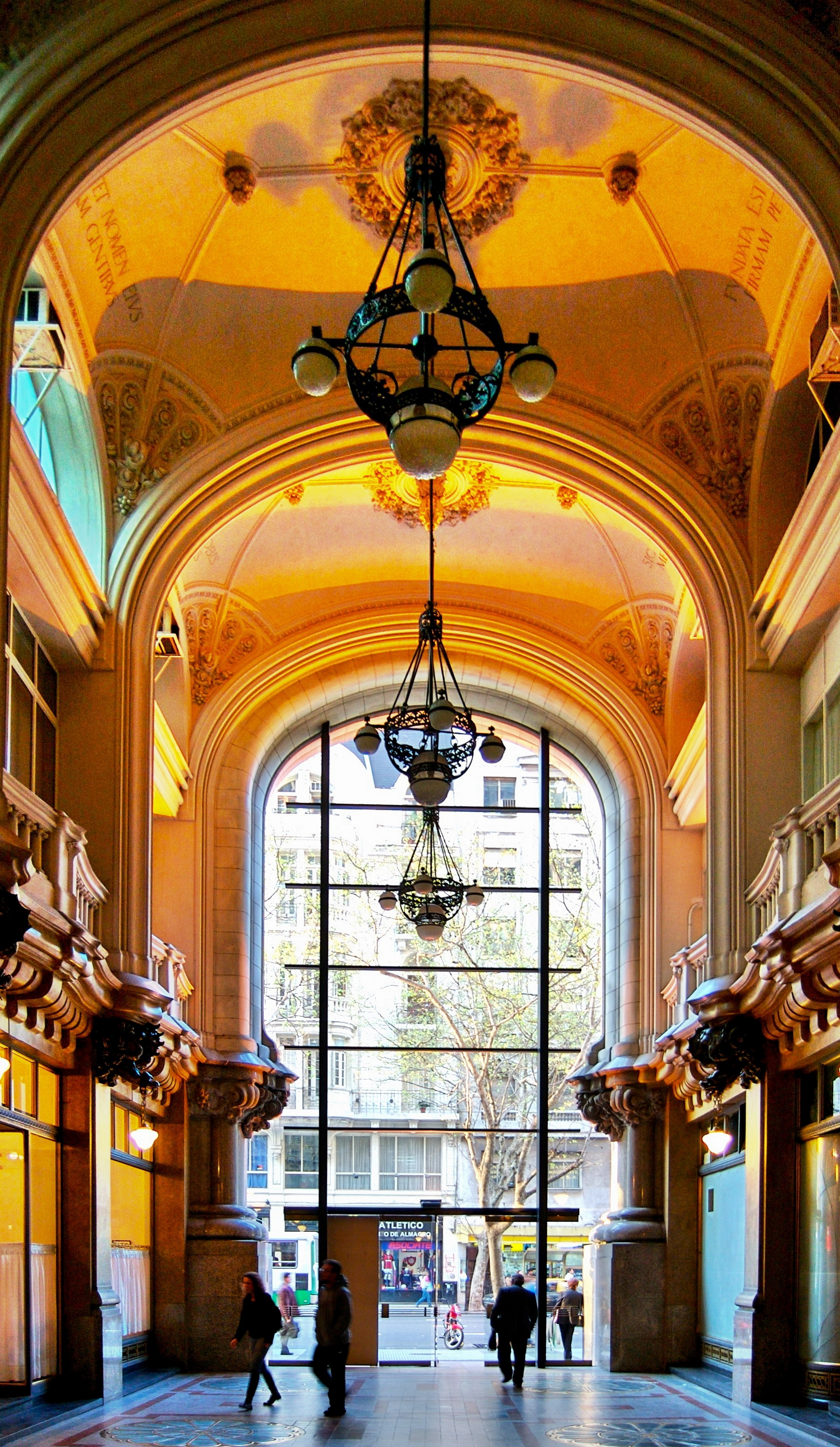
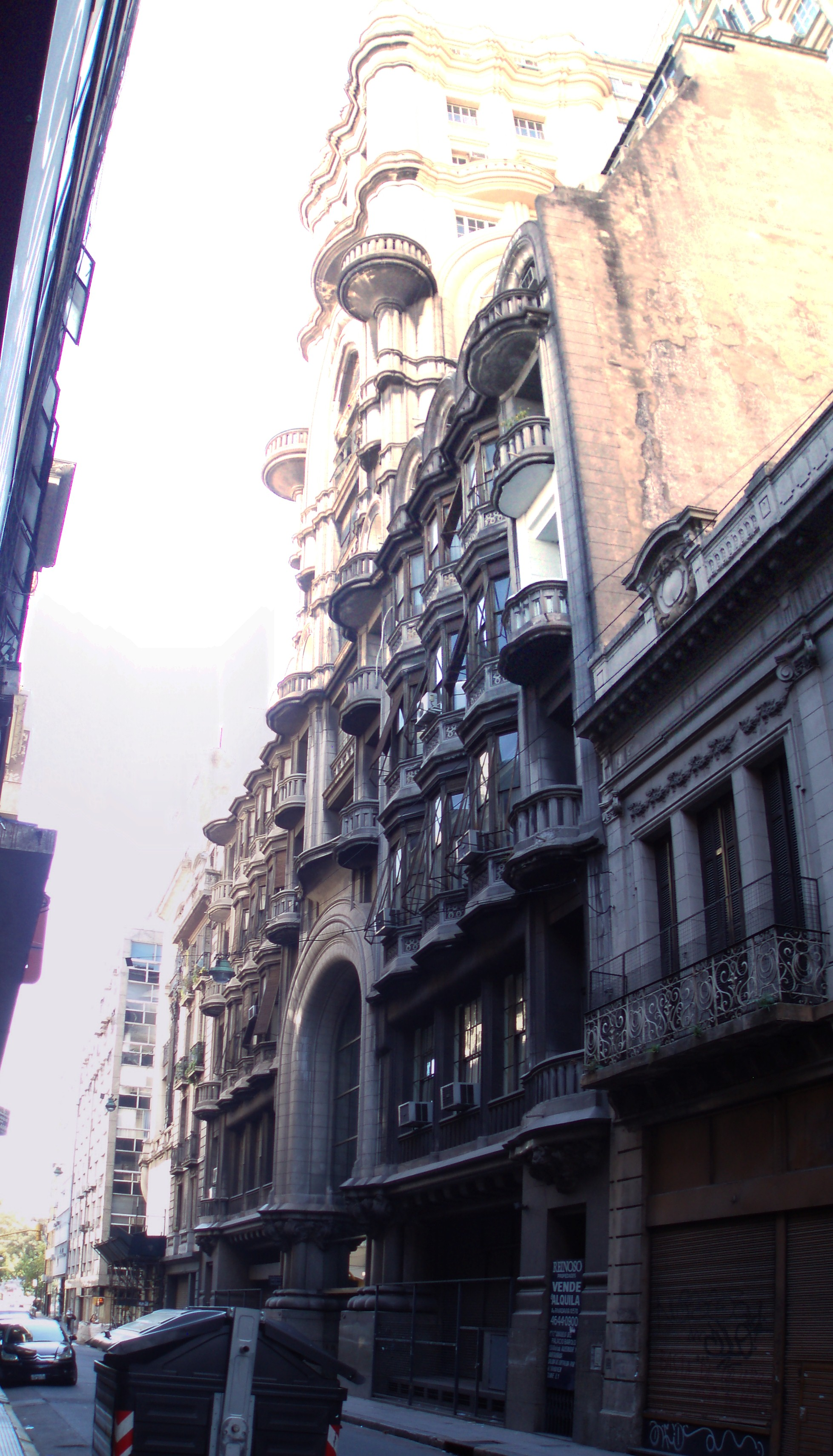
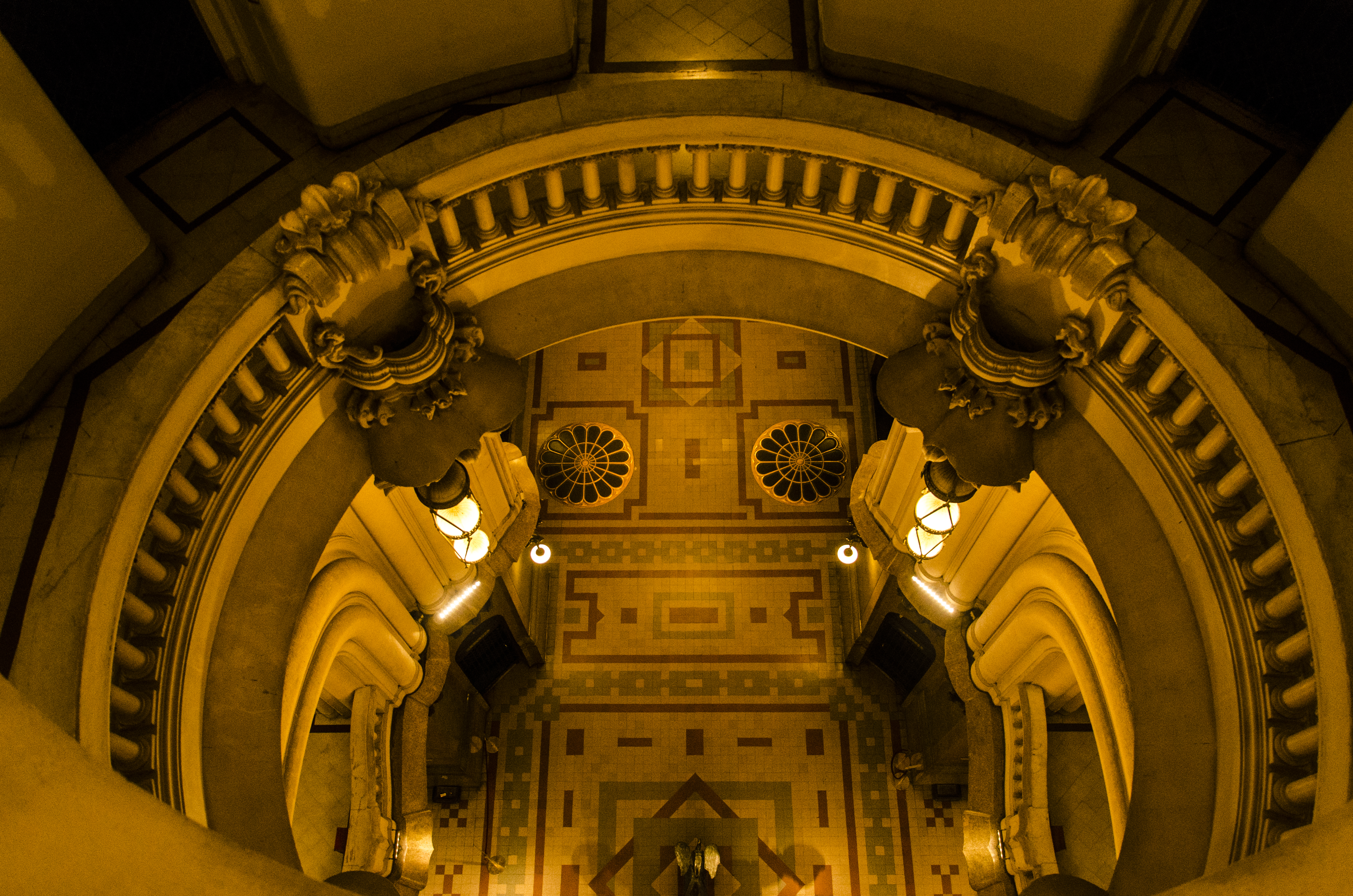